# محمد صالح حيدرة
محمد صالح حيدرة (1952 - 14 فبراير 2024) صحفي وكاتب قصص قصيرة يمني. نشأ في عدن ودرس الاتصالات في جامعة القاهرة. نشر عدة مجلدات من القصص القصيرة منها الهيام من اليمن (1974)، الكثير جدا من المراهقين (1978)، والغيوم المهاجرة (1980). قصته بصمة من السواد (ترجمها لورن كيني وتوماس إيزي) ظهرت ضمن مختارات باللغة الإنجليزية وهما الأدب العربي الحديث (1988) وبين الخطوط: قصص قصيرة عالمية عن الحرب (1994).

## وفاته
توفي محمد صالح حيدرة يوم الأربعاء في 14 فبراير 2024 إثر حادث مروري في العاصمة اليمنية صنعاء، عن عمر ناهز الثانية والسبعين. كما نعته الأمانة العامة لاتحاد أدباء وكتاب الجنوب، وبعث أيضًا رئيس حكومة تصريف الأعمال الدكتور عبد العزيز صالح بن حبتور برقية عزاء ومواساة إلى عائلة حيدرة.